# John Numbi
John Numbi Tambo Banza est un général de l'armée congolaise qui est inspecteur général de la Police nationale congolaise entre 2007 et 2010. Il est démis de ses fonctions après avoir été accusé d'avoir fait assassiner le défenseur des droits de l'homme Floribert Chebeya et son assistant Fidèle Bazana. Il est accusé d'entretenir l'insécurité dans le Katanga.

## Biographie
John Numbi naît en 1962 dans le Haut-Lomami (Nord-Katanga) et appartient au groupe ethnique Luba, comme Laurent-Désiré Kabila. Il rencontre ce dernier en 1989 puis sympathise avec son fils Joseph Kabila. Dans les années 1990, il prend part au mouvement de la jeunesse de l'Union des fédéralistes et des républicains indépendants (UFERI).
Sous la présidence de Laurent-Désiré Kabila, il est nommé commandant de la 50e brigade chargée de la sécurité de la ville de Kinshasa. Après la mort du président, son successeur Joseph Kabila le nomme en mars 2001 chef d'état-major de l'armée de l'air.
En juin 2007, il est nommé inspecteur général de la Police nationale congolaise. En 2008 il réprime durement des manifestations du mouvement religieux Bundu dia Kongo (BDK). Son action a notamment été critiquée par la Mission de l'Organisation des Nations unies en République démocratique du Congo comme un usage excessif de la force.
En 2009, John Numbi et James Kabarebe du Rwanda gèrent les opérations Kimia II et Umoja Wetu, des opérations conjointes contre les forces démocratiques de libération du Rwanda opérant dans l'Est du Congo.
Le 2 juin 2010, Floribert Chebeya, président de l'ONG, la Voix des sans-voix et militant pour les droits de l'homme est assassiné à Kinshasa avec son assistant Fidèle Bazana. John Numbi est suspecté par plusieurs ONG d'être à l'origine de cet assassinat. Il est relevé de ses fonctions de chef de la police congolaise et est remplacé par Charles Bisengimana. Cependant le 23 octobre 2012, la Haute cour militaire refuse d'examiner les éventuelles implications du général John Numbi.
En juin 2017, le gouvernement congolais lui décerne le titre honorifique de grand officier de l'ordre des héros nationaux Kabila-Lumumba,,. Cette distinction provoque l'indignation des ONG, et marque le début d'un retour en grâce auprès du président Joseph Kabila. Le 17 juillet 2017, des remaniements importants sont faits au sein de la Police nationale congolaise. Les nouvelles nominations ont été faites sur propositions de John Numbi, que le ministre de l'Intérieur Emmanuel Ramazani Shadary est venu voir à son domicile avant de les valider.
Numbi est accusé d'entretenir l'insécurité dans le Katanga.
En juillet 2020, Numbi est remplacé au poste d'inspecteur général des FARDC par Gabriel Amisi Kumba.
Début 2021, d'une part, des révélations impliquant Numbi dans l'affaire Chebeya sont faites. D'autre part, le changement de majorité politique réduit le pouvoir de l'ancien président Kabila dont il est très proche. En mars 2021, selon plusieurs sources et articles de presse, Numbi aurait fui le pays, soit en Zambie, soit au Zimbabwe.
En avril 2021, John Numbi est officiellement poursuivi par la justice militaire pour « association de malfaiteurs » et « assassinat de Floribert Chebeya et Fidèle Bazana ». Il est déclaré déserteur.
En août 2021, des armes lourdes sont retrouvées dans la résidence occupée par John Numbi à Kinshasa.
En décembre 2022, la RDC demande au Zimbabwe (où Numbi serait réfugié) l'extradition de ce dernier en application d'un mandat d'arrêt international. La justice militaire souhaite interroger Numbi à propos des armes lourdes trouvées en août 2021.
En octobre 2023, Numbi demande aux FARDC de ne plus reconnaitre la légitimité du président Félix Tshisekedi si l'élection présidentielle de décembre 2023 ne se déroule pas dans des conditions satisfaisantes. Ce message entraîne une réponse du chef d'état-major des FARDC Christian Tshiwewe Songesha.